# Seebach (Buchbach)
Der Seebach ist ein etwa 2 km langer Bach in den Gebieten der Kleinstadt Vellberg und der Gemeinde Frankenhardt im Landkreis Schwäbisch Hall im nordöstlichen Baden-Württemberg, der beim Frankenhardter Weiler Bonolzhof von links und zuletzt Westen in den Mittellauf des Buchbachs mündet.

## Geographie

### Verlauf
Der Seebach entsteht auf etwa 455 m ü. NHN im großen Waldgebiet zwischen dem Burgberg im Ostnordosten, den Vellberger Dörfern Großaltdorf im Nordwesten und Talheim im Südwesten sowie dem Weiler Waldbuch im Südosten und dem Dorf Oberspeltach im Ostsüdosten der Gemeinde Frankenhardt, die alle zwischen zwei und dreieinhalb Kilometer entfernt liegen. Der unbeständige höchste Ursprung liegt am Fichtwäldle an der Grenze der Großaltdorfer zur zentralen Teilgemarkung von Vellberg etwa 150 Meter nördlich der gut und breit ausgebauten Forststraße, die von der K 2665 Großaltdorf–Frankenhardt-Steinehaig an ihrem Steigenkopf ostwärts in Richtung auf das ehemalige Militärdepot im Heiligenholz zuläuft. Etwa hundert Meter westlich dieser Stelle liegt der Ursprung des etwa gegenläufigen Steppach.
Der Seebach läuft zunächst auf der Gemarkungsgrenze südwärts zur genannten Forststraße, von der gegenüber ein nur geschotterter Wegweg zu den Lichten Eichen abgeht, folgt dieser Straße dann im linken Straßengraben auf etwa dreihundert Metern und wechselt dann unter ihr hindurch auf südöstlichen, von einem Forstweg begleiteten Lauf in einer sich nun stärker ausprägenden Talmulde. Ab hier grenzt die Gemarkung von Oberspeltach ans linke Ufer, zunächst in Gestalt des Waldgewanns Heiligenholz. Der Grund des kleinen Tals öffnet sich nach gut zweihundert Metern zu einer zunächst sehr schmalen Wiesenaue, in die nach etwa noch einmal soviel Strecke von Westen her ein weiteres Auenband zuläuft, an dessen Rand der einzige größere Zufluss naht, der einige Teiche im Westen im Vellberger Gewann Forst entwässert.
Ab diesem Zufluss läuft der Seebach ostsüdöstlich, der begleitende Weg hält sich, immer weiter entfernt, an den linken Hangfuß, wo zunächst noch die untere Waldgrenze liegt. Nach dem im Gelände erkennbaren Rest eines talquerenden Seedamms im Gewann See weitet sich die Aue stärker aus. Dann endet auf beiden Hangseiten der begleitende Wald, der seit seinem Aueneintritt in einem schlingenlosen und – außer, wo er den Wald kurz berührt – fast baum- und strauchlosen Graben laufende Bach macht einen letzten kleinen Laufknick nach Osten, unterquert den Wirtschaftsweg von Bonolzhof in Richtung Vellberg-Lorenzenzimmern, der auf der Höhe weiter im Norden am Militärdepot vorbeiführt, passiert den weniger als hundert Meter südlich entfernt auf dem untersten Mündungssporn liegenden Bonolzhof mit seinen nur zwei Hofstellen und mündet dann in sehr breiter Aue auf etwa 432 m ü. NHN von rechts in den von Südwesten kommenden Buchbach, der danach ostwärts weiterläuft.
Der Seebach mündet nach einem 2,1 km langen Lauf mit mittleren Sohlgefälle von etwa 11 ‰ nur ungefähr 24 Höhenmeter unterhalb seines Ursprungs.

### Einzugsgebiet
Der Seebach hat ein 2,3 km² großes Einzugsgebiet, das naturräumlich gesehen zum Unterraum Burgberg-Vorhöhen und Speltachbucht der Schwäbisch-Fränkischen Waldberge gehört. Es ist zu etwa drei Vierteln bewaldet. Sein höchster Punkt auf einer Waldkuppe im westlichen Heiligenwald im Verlauf der nördlichen Wasserscheide erreicht 484,2 m ü. NHN.
Im größten Teil des Einzugsgebietes steht Gipskeuper (Grabfeld-Formation)  an. Nur auf den höchsten Lagen nahe den Wasserscheiden ist er vereinzelt von Schilfsandstein (Stuttgart-Formation) überdeckt: auf Waldkuppe im westlichen Heiligenwald (484,2 m ü. NHN) im Norden, in den Lichten Eichen (478 m ü. NHN) im Süden, am Spornansatz zum Neuberg (bis 478 m ü. NHN) nahe der K 2665 im Westen. Im sich weitenden Auenband läuft der Seebach durch holozäne lehmige Sedimente.
Das Gebiet hinter der nördlichen Wasserscheide entwässert der Lanzenbach, der andere, linke Oberlauf der Speltach neben dem den Seebach aufnehmenden Buchbach. An der rechten Wasserscheide im Süden führt der Oberlauf des Buchbachs den Abfluss des angrenzenden Terrains ab. Die Westgrenze verläuft zum Einzugsgebiet des Echtbachs, der über seine zwei Klingenoberläufe Seebach (!) und Hilpertsklingenbach konkurriert und seinen Abfluss dem Aalenbach zuführt, dem auch der Steppach weiter bachaufwärts zufließt, der an der Nordwestseite nahe der Quelle des hier behandelten Seebachs entspringt. Da der Aalenbach über die Bühler den Kocher speist, die Speltach aber die Jagst, ist der westliche und nordwestliche Abschnitt der Gesamtwasserscheide hydrologisch am bedeutendsten, dies zeigt sich auch an den starken Klingeneinschnitten hinter ihr, während der Seebach selbst und sein einziger größerer Zufluss deutlich schwächeres Gefälle zeigen.
Die einzige besiedelte Stelle im Einzugsgebiet ist eine Hofstelle des Weilers Bonolzhof der Gemeinde Frankenhardt dicht an der Mündung. Der größte Teil des Einzugsgebietes liegt in der Oberspeltacher Teilgemarkung von Frankenhardt; etwa 0,7 km² im höheren Bereich an der Nordwest- und Nordseite mit nur Wald und wenigen Wiesenlichtungen darin gehören dagegen zur Kleinstadt Vellberg, davon wiederum der kleinere Teil zur Großaltdorfer, der größere zu zentralen Teilgemarkung von Vellberg.

### Zuflüsse und Seen
Hierarchische Liste der Zuflüsse und  Seen jeweils von der Quelle zur Mündung. Gewässerlänge, Seefläche, Einzugsgebiet und Höhe nach den entsprechenden Layern auf der Onlinekarte der LUBW. Andere Quellen für die Angaben sind vermerkt.
Quelle des Seebachs auf 455 m ü. NHN im Wald zwischen Vellberg-Großaltdorf im Nordwesten und Frankenhardt-Waldbuch am Westrand des Gewanns Fichtwäldle und etwa 150 Meter nördlich der Straßentrasse von der K 2665 Großaltdorf–Frankenhardt-Steinehaig an ihrem Steigenkopf ostwärts zur ehemaligen Militärdeponie im Heiligenholz, näher am von Norden kommenden Schiedweg. Der Bach läuft anfangs etwa südwärts, führt am Oberlauf nur intermittierend Wasser und wendet sich über Laufknicks zuletzt nach Osten.
- (Waldbach), von rechts und Westsüdwesten auf etwa 442,3 m ü. NHN[LUBW 4] am Mittellauf am Rande einer den Seebach begleitenden Wiesenaue, ca. 1,1 km und ca. 0,7 km². Entsteht auf etwa 459 m ü. NHN als oft trockener Graben in der größeren und südlicheren Waldlichtung nördlich der Lichten Eichen.
  -  Durchfließt nach starken Waldmäandern am Mittellauf auf etwa 447 m ü. NHN einen hinter dem Damm eines südwärts zu den Lichten Eichen laufenden Waldweges angestauten Teich, über 0,2 ha.
  - (Anderer Oberlauf), von links und Westen auf etwa 445 m ü. NHN in der beginnenden Unterlauf-Wiesenaue, bis ca. 0,6 km und ca. 0,3 km². Durchfluss meist nur auf der unteren Laufhälfte.
    -  Zuoberst im Einzugsgebiet liegt auf unter 459 m ü. NHN im Südostecke der kleineren, obstbaumbestandenen Lichtung im Forst hinter einem stauenden Wegdamm ein Kleinteich, deutlich unter 0,1 ha.[LUBW 7]
    -  50 Meter weiter östlich des vorigen liegen schon im Wald auf etwa 457 m ü. NHN zwei Teiche, zusammen mit Uferröhrichtgürtel unter 0,5 ha.[LUBW 7] Ohne Dauerabfluss.
    -  Durchfließt auf etwa 448 m ü. NHN einen Kleinteich, angestaut hinter demselben schon erwähnten Waldweg zu den Lichten Eichen wie beim Teich am anderen Ast, deutlich unter 0,1 ha.[LUBW 8]
- (Graben), von links und Norden auf etwa 436 m ü. NHN bei, ca. 0,2 km und unter 0,2 km². Flacher, gerader, auenquerender Graben, der am Hangfuß vor einer kleinen Talmulde im gemischten Gewann Bubenhölzle an der Waldspitze des links aussetzenden Hangwaldes beginnt.
- (Graben im Gewann See), von rechts und Westsüdwesten auf etwa 435 m ü. NHN, ca. 0,5 km und unter 0,2 km². Entsteht auf etwa 453 m ü. NHN östlich der Lichten Eichen an einem Waldwegkreuz im Gewann See, läuft zunächst in einer Waldklinge, in der Flur mündungsnah aussetzender, gerader Graben an Grundstücksgrenze, zuletzt ohne offene Verbindung zum Seebach.
- (Graben), von links und Norden auf knapp 435 m ü. NHN kurz vor dem letzten Laufknick des Seebachs, unter 0,3 km und über 0,1 km². Flacher, gerader, auenquerender Graben, der vor einer kleinen Talmulde im hier schon ganz offenen Gewann Bubenhölzle an einem am Hangfuß laufenden Wirtschaftsweg einsetzt.

Mündung des Seebachs von links und zuletzt etwa Westen auf etwa 431 m ü. NHN ca. 0,2 km nordöstlich von Frankenhardt-Bonolzhof in den Mittellauf des von Südwesten kommenden und hier nach Osten abknickenden Buchbachs. Der Seebach ist 2,1 km lang und hat ein ca. 2,3 km² großes Einzugsgebiet.

### Flusssystem der Speltach
- Liste der Gewässer im Flusssystem der Speltach

## Bachcharakter und Geschichte
Der Seebach und seine sämtlich recht kleinen Zuflüsse liegen im oberen Bereich im Wald oft trocken. Der Seebach hat in seiner Aue dann einen sehr geradlinigen, kaum je bewachsenen Verlauf und schnurgerade sind die offenbar sämtlich korrigierten Auengräben zu ihm. Ein Messtischblatt von 1937 zeigt schon den heutigen Verlauf, während er auf einer Karte von 1851 etwas geschlängelter fließt, besonders auffällig ist dies mündungsnah beim Bonolzhof; er muss also zwischen der Mitte des 19. Jahrhunderts und 1937 korrigiert worden sein. Ein See im Bereich des erwähnten Dammrests am Unterlauf ist jedoch auch auf der ältesten Karte nicht mehr zu erkennen.

### LUBW
Amtliche Online-Gewässerkarte mit passendem Ausschnitt und den hier benutzten Layern: Lauf und Einzugsgebiet des Seebachs

Allgemeiner Einstieg ohne Voreinstellungen und Layer: Daten- und Kartendienst der Landesanstalt für Umwelt Baden-Württemberg (LUBW) (Hinweise)
1. 1 2 3 4  Höhe nach dem Höhenlinienbild auf dem Hintergrundlayer Topographische Karte.
2. ↑  Länge nach dem Layer Gewässernetz (AWGN).
3. 1 2  Einzugsgebiet abgemessen auf dem Hintergrundlayer Topographische Karte.
4. 1 2 3 4  Höhe nach schwarzer Beschriftung auf dem Hintergrundlayer Topographische Karte.
5. 1 2  Länge abgemessen auf dem Hintergrundlayer Topographische Karte.
6. ↑  Seefläche nach dem Layer Stehende Gewässer.
7. 1 2  Waldteiche teilweise nach dem Layer Biotop …
8. ↑  Seefläche abgemessen auf dem Hintergrundlayer Topographische Karte.
9. ↑  Zur Laufkorrektur siehe
  - Hintergrundlayer Topographische Karte
  - Meßtischblatt 6825 Ilshofen von 1937 in der Deutschen Fotothek
  - Topographischer Atlas des Koenigreichs Württemberg – Blatt 12/XXV Ellwangen von 1851 (Blatt 12 nach topographischer, Blatt XXV nach Nummerierung des Herausgebers; PDF; 5,8 MByte)

### Andere Belege
1. ↑  Wolf-Dieter Sick: Geographische Landesaufnahme: Die naturräumlichen Einheiten auf Blatt 162 Rothenburg o. d. Tauber. Bundesanstalt für Landeskunde, Bad Godesberg 1962. → Online-Karte (PDF; 4,7 MB)
2. ↑  Geologie nach den Layern zu Geologische Karte 1:50.000 auf: Mapserver des Landesamtes für Geologie, Rohstoffe und Bergbau (LGRB) (Hinweise)